# Värmdö Idrottsförening
O Värmdö Idrottsförening, ou simplesmente Värmdö IF, é um clube de futebol da Suécia fundado em 1948. Sua sede fica localizada em Värmdö.